# Casco Hypo

Soldados indios con cascos Hypo, agosto de 1915.

El casco Hypo, o Capucha de humo británica (British Smoke Hood, su nombre oficial), era una primigenia máscara antigás británica de la Primera Guerra Mundial, diseñada por Cluny MacPherson. 

## Primeros equipos de protección
El Ejército Imperial Alemán empleó por primera vez gas venenoso contra las tropas de la Entente el 22 de abril de 1915, en la Segunda batalla de Ypres. Hacia el 3 de mayo, los británicos empezaron a suministrar copos de algodón envueltos en muselina a sus tropas. Esto fue seguido por el respirador Velo Negro, inventado por John Scott Haldane, que empezó a ser suministrado a las tropas el 20 de mayo de 1915. El Velo Negro era una almohadilla de algodón empapada en una solución absorbente, que era asegurada sobre la boca con un velo de tul negro. El velo podría ser levantado para cubrir los ojos, ofreciendo cierta protección ante gases lacrimógenos, aunque la propia máscara solamente ofrecía una protección limitada ante el cloro gaseoso. También era de construcción frágil, precisando entrenamiento para ser empleada de forma eficaz y principalmente inmovilizaba a los hombres durante un ataque de gas, ya que temían que sus máscaras se soltasen.

## Diseño y desarrollo
Buscando mejorar el respirador Velo Negro, Macpherson creó una máscara hecha de tela impregnada con sustancias químicas que neutralizaban los gases y cubría toda la cabeza. Él había visto a un soldado alemán poniéndose una bolsa sobre su cabeza después de un ataque de gas y buscó replicar este diseño. El 10 de mayo de 1915 presentó su idea al Departamento Antigás del War Office, desarrollando prototipos poco tiempo después. El diseño fue adoptado por el Ejército británico y entró en servicio con la designación British Smoke Hood en junio, siendo producido hasta septiembre de 1915. Se produjeron 2.500.0000 cascos Hypo antes de ser superado por los siguientes modelos de máscaras antigás.
El diseño consistía en una capucha de lona de 50,5 cm x 48 cm, tratada con sustancias químicas que absorbían el cloro y equipada con un solo visor rectangular de mica. Era una sencilla bolsa de franela color caquí, empapada en una solución de glicerina y tiosulfato de sodio. El soldado se la ponía sobre su cabeza e introducía su extremo inferior en su túnica. No tenía válvula de ventilación y los pulmones del usuario forzaban el paso del aire a través de la tela de la capucha.

## Versiones posteriores
Este primitivo modelo de máscara antigás tuvo varias etapas de desarrollo antes de ser superado en 1916 por la máscara antigás con filtro. Posteriormente se impregnaron con soluciones sorbentes más elaboradas las siguientes versiones del casco antigás (cascos P y PH), para ofrecer protección ante otros gases venenosos tales como fosgeno, difosgeno y cloropicrina. 